# فيليب كلاي
فيليب كلاي (بالفرنسية: Philippe Clay)‏ (و. 1927 – 2007 م) هو ممثل، ومغني، من فرنسا، ولد في باريس، توفي عن عمر يناهز 80 عاماً بسبب نوبة قلبية.

## التعليم
تعلم في المعهد الوطني العالي للفنون الدرامية ‏.

## وصلات خارجية
- فيليب كلاي على موقع IMDb (الإنجليزية)
- فيليب كلاي على موقع روتن توميتوز (الإنجليزية)
- فيليب كلاي على موقع ألو سيني (الفرنسية)
- فيليب كلاي على موقع ميوزك برينز (الإنجليزية)
- فيليب كلاي على موقع أول موفي (الإنجليزية)
- فيليب كلاي على موقع قاعدة بيانات الأفلام السويدية (السويدية)
- فيليب كلاي على موقع أول ميوزيك (الإنجليزية)
- فيليب كلاي على موقع ديسكوغز (الإنجليزية)
- فيليب كلاي على موقع قاعدة بيانات الفيلم (الإنجليزية)
- فيليب كلاي على موقع كينوبويسك (الروسية)